# Enefiok Udo-Obong
Enee Enefiok Udo-Obong (ur. 22 maja 1982) – nigeryjski lekkoatleta (sprinter), mistrz olimpijski z 2000.
Na igrzyskach olimpijskich w 2000 w Sydney startował w sztafecie 4 × 400 metrów, która biegnąc w składzie: Clement Chukwu, Jude Monye, Sunday Bada i Udo-Obong na ostatniej zmianie zajęła 2. miejsce w finale za sztafetą Stanów Zjednoczonych. W 2008 Międzynarodowy Komitet Olimpijski pozbawił sztafetę amerykańską złotego medalu ze względu na stosowanie dopingu przez jednego z jej członków Antonio Pettigrewa, a w 2012 podjął decyzję o uznaniu sztafety nigeryjskiej za mistrzów olimpijskich. Sztafeta ta uzyskała czas 2:58,68 który do sierpnia 2021 był rekordem Afryki.
Udo-Obong wystąpił na halowych mistrzostwach świata w 2001 w Lizbonie, gdzie sztafeta 4 × 400 metrów w składzie: Monye, Fidelis Gadzama, Bada i Udo-Obong ustanowiła w biegu eliminacyjnym (nieaktualny już) halowy rekord Afryki wynikiem 3:09,76, a w biegu finałowym zajęła 5. miejsce. Udo-Obong startował również w biegu na 200 metrów, ale odpadł w biegu eliminacyjnym.
Zdobył srebrny medal w sztafecie 4 × 400 metrów na mistrzostwach Afryki w 2004 w Brazzaville (sztafeta nigeryjska biegła w składzie: James Godday, Saul Weigopwa, Bola Lawal i Udo-Ebong).
Na igrzyskach olimpijskich w 2004 w Atenach nigeryjska sztafeta 4 × 400 metrów w składzie: Godday, Musa Audu, Weigopwa i Udo-Obong wywalczyła brązowy medal. Na mistrzostwach świata w 2005 w Helsinkach sztafeta nigeryjska (Weigopwa, Audu, Lawal i Udo-Obong) odpadła w przedbiegach.
Udo-Obong był mistrzem Nigerii w biegu na 400 metrów w 2002 i w biegu na 200 metrów w 2005.
Rekordy życiowe:
| Konkurencja        | Data i miejsce           | Wynik |
| ------------------ | ------------------------ | ----- |
| bieg na 200 metrów | 22 marca 2006, Melbourne | 20,67 |
| bieg na 300 metrów | 27 sierpnia 2002, Liège  | 32,64 |
| bieg na 400 metrów | 21 lipca 2000, Lagos     | 45,68 |